# Khamerernebty I
Khamerernebty I là một vương hậu sống vào thời kỳ Vương triều thứ 4 trong lịch sử Ai Cập cổ đại.

## Tiểu sử
Khamerernebty I được gọi là "Mẹ của Vua" nhờ vào dòng chữ khắc trên một con dao tại đền thờ của pharaon Menkaure. Vì thế, bà được nghĩ là mẹ của Menkaure và là một bà vợ của pharaon Khafre, mặc dù không có bất cứ một chứng thực nào ghi rằng bà là vợ của Khafre.
Những dòng chữ khắc trên ngôi mộ Galarza tại Giza là nguồn cung cấp thông tin quan trọng về Khamerernebty I. Theo đó, Khamerernebty II, vương hậu của Menkaure, cũng là con của bà, tức Menkaure và Khamerernebty II là anh/chị em ruột.
Mẹ của Vua Thượng và Hạ Ai Cập, Con gái của [Vua Thượng và Hạ Ai Cập và con gái của] Thần, Người nhìn thấy Horus và Seth, Vương quyền vĩ đại, Lời tán dương vĩ đại, Nữ tư tế của Djehuty, Nữ tư tế của Tjasepef, Người vợ được sủng ái của Vua, Con gái của Vua từ thân thể của ngài, người phụ nữ tôn kính, được vinh danh bởi Thánh thần vĩ đại, Khamerernebty (I).
Con gái của bà, Người nhìn thấy Horus và Seth, Vương quyền vĩ đại, Lời tán dương vĩ đại, Nữ tư tế của Djehuty, Nữ tư tế của Tjasepef, Người ngồi với Horus, Người liên kết với sự yêu quý của Hai quý bà, Người vợ được sủng ái của Vua, Con gái của Vua từ thân thể của ngài, người phụ nữ tôn kính, được vinh danh bởi cha bà, Khamerernebty (II).
Căn cứ theo đó, bà có thể là con gái của một vị vua, cụ thể là Khufu, nhưng chỉ là phỏng đoán.
Ngôi mộ Galarza có thể được dự định làm nơi yên nghỉ cho Khamerernebty I, nhưng sau đó được dùng cho Khamerernebty II. Michel Baud cho rằng, một mastaba vô danh được Selim Hassan phát hiện gần đó có thể thuộc về Khamerernebty I. Tuy nhiên, Vivienne Callender và Peter Jánosi đều phủ nhận ý kiến này vì nhiều lý do.